# 17-та гвардійська мотострілецька дивізія (СРСР)
17-та гвардійська мотострілецька Єнакієвсько-Дунайська Червонопрапорна ордена Суворова дивізія (17 гв. МСД, в/ч 11828) — військове з'єднання мотострілецьких військ Радянської армії, яке існувало у 1957—1992 роках. Дивізія створена 20 квітня 1957 року на основі 17-ї гвардійської механізованої дивізії в місті Сомбатгей, Угорщина. Протягом Холодної війни, дивізія відносилась до кадрованих й утримувалася на рівні 15% (2000 осіб) від повної штатної чисельності.
1992 року перейшла під юрисдикцію України і переформована на 15-ту механізовану бригаду.

## Історія

### Передісторія
10 жовтня 1941 року на станціях Свіча-Котельнич в Кіровській області на підставі наказу Ставки ВГК від 4.9.1941 року №0083 розпочалося формування 6-го повітряно-десантного корпусу. Командиром корпусу був призначений генерал-майор О.Пастеревич.
1 серпня 1942 р. згідно термінового наказу 6-й повітряно-десантний корпус претворений в 40-ву гвардійську стрілецьку дивізію. За бойові заслуги удостоєна почесними наіменуваннями Єнакієвська (8 вересня 1943 р.) та Дунайська.
В 1945—1946 роках, залишаючись з'єднанням Центральної групи військ (в Австрії), дивизія була переформована в 17-ту гвардійську механізовану Єнакієвсько-Дунайську Червонопрапорну ордена Суворова дивізію.
З 23 по 31 жовтня 1956 року в складі Особливого корпусу, а з 1 листопада 1956 року в складі 38-ї армії, 17 гв. МД брала участь в боях по придушенню повстання в Угорщині.

### Дивізія
17-та гвардійська мотострілецька дивізія була створена 20 квітня 1957 року на основі 17-ї гвардійської механізованої дивізії в місті Сомбатгей, Угорщина.
Реорганізація від липня 1958 року:
- 27-й гвардійський танковий полк було передано до складу 19-ї гвардійської танкової дивізії та заміщено на 105-й гвардійський танковий полк зі складу 99-ї мотострілецької дивізії
- 57-й гвардійський мотострілецький полк було передано до складу 99-ї мотострілецької дивізії та заміщено на 318-й мотострілецький полк з її складу

Реорганізація від 19 лютого 1962 року:
- створено 25-й окремий ремонтно-відновлювальний батальйон was activated
- створено 000 окремий ракетний дивізіон

У 1968 році 42-й окремий гвардійський саперний батальйон було переформовано на 42-й окремий гвардійський інженерно-саперний батальйон.
Реорганізація від 15 листопада 1972 року:
- створено 128-й окремий протитанковий артилерійський дивізіон
- створено 00 окремий гвардійський реактивний артилерійський дивізіон - включений до складу артилерійського полку в травні 1980

У 1980 році 726-й окремий моторизований транспортний батальйон переформовано на 166-й окремий батальйон матеріального забезпечення.
У версні 1988 року 000 окремий ракетний дивізіон було передано до складу нової 461-ї ракетної бригади.
Від січня 1992 року перейшла під юрисдикцію України. Того ж року переформована на 15-ту механізовану бригаду.

## Структура
Протягом історії з'єднання його стурктура та склад неодноразово змінювались.

### 1957
- 56-й гвардійський мотострілецький полк (Сомбатгей, Угорщина)
- 57-й гвардійський мотострілецький полк (Дьєр, Угорщина)
- 58-й гвардійський мотострілецький полк (Кьорменд, Угорщина)
- 27-й гвардійський танковий полк (Сомбатгей, Угорщина)
- 90-й гвардійський артилерійський полк (Сомбатгей, Угорщина)
- 1160-й зенітний артилерійський полк (Кьосеґ, Угорщина)
- 93-й окремий розвідувальний батальйон (Хаджмаскер[en], Угорщина)
- 42-й окремий гвардійський саперний батальйон (Сомбатгей, Угорщина)
- 163-й окремий гвардійський батальйон зв'язку (Сомбатгей, Угорщина)
- 000 окрема рота хімічного захисту (Сомбатгей, Угорщина)
- 513-й окремий санітарно-медичний батальйон (Сомбатгей, Угорщина)
- 726-й окремий моторизований транспортний батальйон (Сомбатгей, Угорщина)

### 1960
- 56-й гвардійський мотострілецький полк (Тульчин, Вінницька область)
- 58-й гвардійський мотострілецький полк (Хмельницький, Хмельницька область)
- 318-й мотострілецький полк (Хмельницький, Хмельницька область)
- 105-й гвардійський танковий полк (Хмельницький, Хмельницька область)
- 90-й гвардійський артилерійський полк (Тульчин, Вінницька область)
- 1160-й зенітний артилерійський полк (Хмельницький, Хмельницька область)
- 93-й окремий розвідувальний батальйон (Хмельницький, Хмельницька область)
- 42-й окремий гвардійський саперний батальйон (Хмельницький, Хмельницька область)
- 163-й окремий гвардійський батальйон зв'язку (Хмельницький, Хмельницька область)
- 000 окрема рота хімічного захисту (Хмельницький, Хмельницька область)
- 513-й окремий санітарно-медичний батальйон (Хмельницький, Хмельницька область)
- 726-й окремий моторизований транспортний батальйон (Хмельницький, Хмельницька область)

### 1970
- 56-й гвардійський мотострілецький полк (Тульчин, Вінницька область)
- 58-й гвардійський мотострілецький полк (Хмельницький, Хмельницька область)
- 318-й мотострілецький полк (Хмельницький, Хмельницька область)
- 105-й гвардійський танковий полк (Хмельницький, Хмельницька область)
- 90-й гвардійський артилерійський полк (Тульчин, Вінницька область)
- 1160-й зенітний артилерійський полк (Хмельницький, Хмельницька область)
- 000 окремий ракетний дивізіон (Хмельницький, Хмельницька область)
- 93-й окремий розвідувальний батальйон (Хмельницький, Хмельницька областьt)
- 42-й окремий гвардійський інженерно-саперний батальйон (Хмельницький, Хмельницька область)
- 163-й окремий гвардійський батальйон зв'язку (Хмельницький, Хмельницька область)
- 000 окрема рота хімічного захисту (Хмельницький, Хмельницька область)
- 25-й окремий ремонтно-відновлювальний батальйон (Хмельницький, Хмельницька область)
- 513-й окремий санітарно-медичний батальйон (Хмельницький, Хмельницька область)
- 726-й окремий моторизований транспортний батальйон (Хмельницький, Хмельницька область)

### 1980
- 56-й гвардійський мотострілецький полк (Тульчин, Вінницька область)
- 58-й гвардійський мотострілецький полк (Хмельницький, Хмельницька область)
- 318-й мотострілецький полк (Хмельницький, Хмельницька область)
- 105-й гвардійський танковий полк (Хмельницький, Хмельницька область)
- 90-й гвардійський артилерійський полк (Тульчин, Вінницька область)
- 1160-й зенітний ракетний полк (Хмельницький, Хмельницька область)
- 000 окремий ракетний дивізіон (Хмельницький, Хмельницька область)
- 128-й окремий протитанковий артилерійський дивізіон (Тульчин, Вінницька область)
- 93-й окремий розвідувальний батальйон (Хмельницький, Хмельницька обалсть)
- 42-й окремий гвардійський інженерно-саперний батальйон (Хмельницький, Хмельницька область)
- 163-й окремий гвардійський батальйон зв'язку (Хмельницький, Хмельницька область)
- 000 окрема рота хімічного захисту (Хмельницький, Хмельницька область)
- 25-й окремий ремонтно-відновлювальний батальйон (Хмельницький, Хмельницька область)
- 513-й окремий медичний батальйон (Хмельницький, Хмельницька область)
- 166-й окремий батальйон матеріального забезпечення (Хмельницький, Хмельницька область)

### 1988
- 56-й гвардійський мотострілецький полк (Тульчин, Вінницька область)
- 58-й гвардійський мотострілецький полк (Хмельницький, Хмельницька область)
- 318-й мотострілецький полк (Хмельницький, Хмельницька область)
- 105-й гвардійський танковий полк (Хмельницький, Хмельницька область)
- 90-й гвардійський артилерійський полк (Тульчин, Вінницька область)
- 1160-й зенітний ракетний полк (Хмельницький, Хмельницька область)
- 000 окремий ракетний дивізіон (Хмельницький, Хмельницька область)
- 128-й окремий протитанковий артилерійський дивізіон (Тульчин, Вінницька область)
- 93-й окремий розвідувальний батальйон (Хмельницький, Хмельницька область)
- 42-й окремий гвардійський інженерно-саперний батальйон (Хмельницький, Хмельницька область)
- 163-й окремий гвардійський батальйон зв'язку (Хмельницький, Хмельницька область)
- 000 окрема рота хімічного захисту (Хмельницький, Хмельницька область)
- 25-й окремий ремонтно-відновлювальний батальйон (Хмельницький, Хмельницька область)
- 513-й окремий медичний батальйон (Хмельницький, Хмельницька область)
- 166-й окремий батальйон матеріального забезпечення (Хмельницький, Хмельницька область)

## Розташування
- Штаб (Хмельницький): 49 24 38N, 26 59 09E
- Хмельницькі казарми: 49 24 42N, 26 59 05E - велика територія, сьогодні частково передано до цивільного використання
- Тульчинські казарми: 48 40 21N, 28 50 52E - сьогодні частково перерадано до цивільного використання

## Оснащення
Оснащення на 19.11.90 (за умовами УЗЗСЄ):
- Штаб дивізії: 1 Р-145БМ та 1 Р-156БТР
- 56-й гвардійський мотострілецький полк: 31 Т-55, 4 БМП-1, 2 БРМ-1К, 1 БТР-70, 1 БТР-60, 12 ПМ-38, 4 Р-145БМ та 1 МТУ-20
- 58-й гвардійський мотострілецький полк: 27 Т-55, 4 БМП-1, 2 БРМ-1К, 9 БТР-70, 20 ПМ-38, 5 Р-145БМ, 1 ПУ-12 та 1 МТУ-20
- 318-й мотострілецький полк: 31 Т-55, 8 БМП-1, 2 БРМ-1К, 12 ПМ-38, 2 БМП-1КШ, 5 Р-145БМ, 1 ПУ-12, 3 БРЕМ, 2 МТП-1 та 1 МТУ-20
- 105-й гвардійський танковий полк: 94 Т-55, 12 БМП-1, 2 БРМ-1К, 4 Р-145БМ, 1 БТР-50ПУ, 1 ПУ-12, 3 МТУ-20 та 1 МТ-55А
- 90-й гвардійський артилерійський полк: 12 БМ-21 «Град», 3 ПРП-3, 6 1В18 та 2 1В19
- 1160-й зенітний ракетний полк: ЗРК «Оса» (SA-8), 7 ПУ-12 та 2 Р-145БМ
- 128-й окремий протитанковий артилерійський дивізіон: 22 МТ-ЛБТ
- 93-й окремий розвідувальний батальйон: 10 БМП-1, 7 БРМ-1К, 2 Р-145БМ та 1 Р-156БТР
- 163-й окремий гвардійський батальйон зв'язку: 8 Р-145БМ, 2 Р-156БТР та 1 Р-137Б
- 42-й окремий гвардійський інженерно-саперний батальйон: 2 УР-67